# Comité Technique International de prevention et d’extinction de Feu
CTIF (Comité Technique International de prevention et d’extinction de Feu)  är en världsomspännande organisation för brandkårer och räddningstjänster som bildades i Paris år 1900. Den är idag världens äldsta existerande internationella brandkårsorganisation. I stort sett samtliga europeiska länder är medlemmar i CTIF.
CTIF, med underrubriken "International association of fire and rescue service", har med tiden moderniserat sin organisation och har numera tolv kommissioner och tre arbetsgrupper. Idag är CTIF känt inte minst för sina internationella brandkårstävlingar, men även för att ge ut riktlinjer i olika ämnen. I sin exekutiva kommitté har CTIF en president, en generalsekreterare, åtta vicepresidenter, en kassör, en sekreterare samt fyra icke röstande rådgivare.
CTIF arbetar för internationellt erfarenhetsutbyte och har 40 medlemsländer.
Sverige har varit representerade i CTIF sedan första mötet 1900. Idag kanaliseras det svenska engagemanget genom "Svenska CTIF".  Sverige har varit, och är, representerat i flera kommittéer och arbetsgrupper. Svensken Tore Eriksson var CTIF president mellan 2012 och 2020.

## Kommissioner och arbetsgrupper
- CTIF exekutiva kommitté (CTIF executive committee)
- Kvinnor inom räddningstjänsten (Women in fire and rescue services)
- Losstagning och ny teknologi (Extrication and new technology)
- Räddningstjänstens hälsovård (Firefighters' health commission)
- Farliga ämnen (Hazardous materials)
- Brandförebyggande (Fire prevention)
- Frivilliga brandmän (Volunteer firefighters)
- Ungdomsbrandkårer (International youth leader commission)
- Internationella brandkårstävlingar (Competitions)
- Brandstatistik (CTIF center for fire statistics)
- Historia (History ocommission)
- Skogsbränder (Forest fires)
- Europeiska kommissionen (Commission Europe)
- CTIF Sweden